# Landesvertretung Niedersachsen (Bonn)

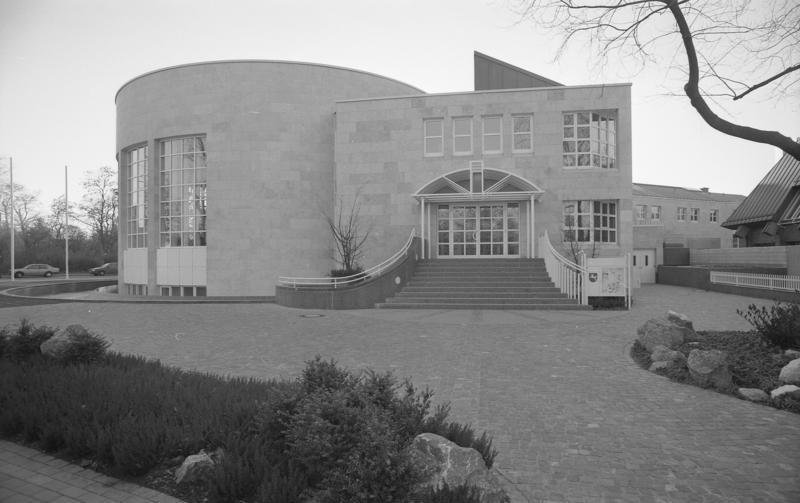
Die Landesvertretung Niedersachsen im Jahr 1991

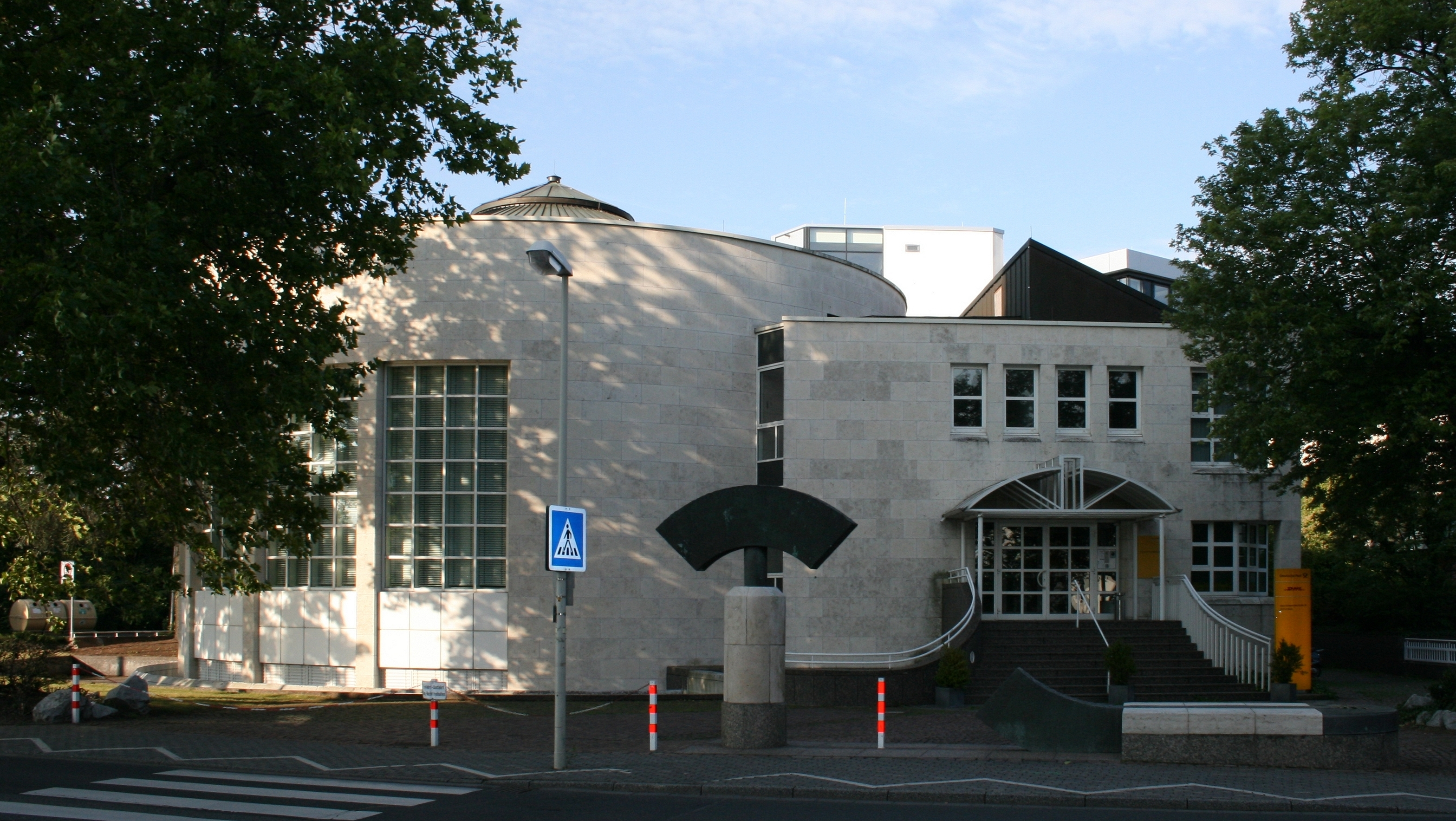
Ehemaliges Gebäude der Landesvertretung; nun durch die Post AG genutzt (2008)

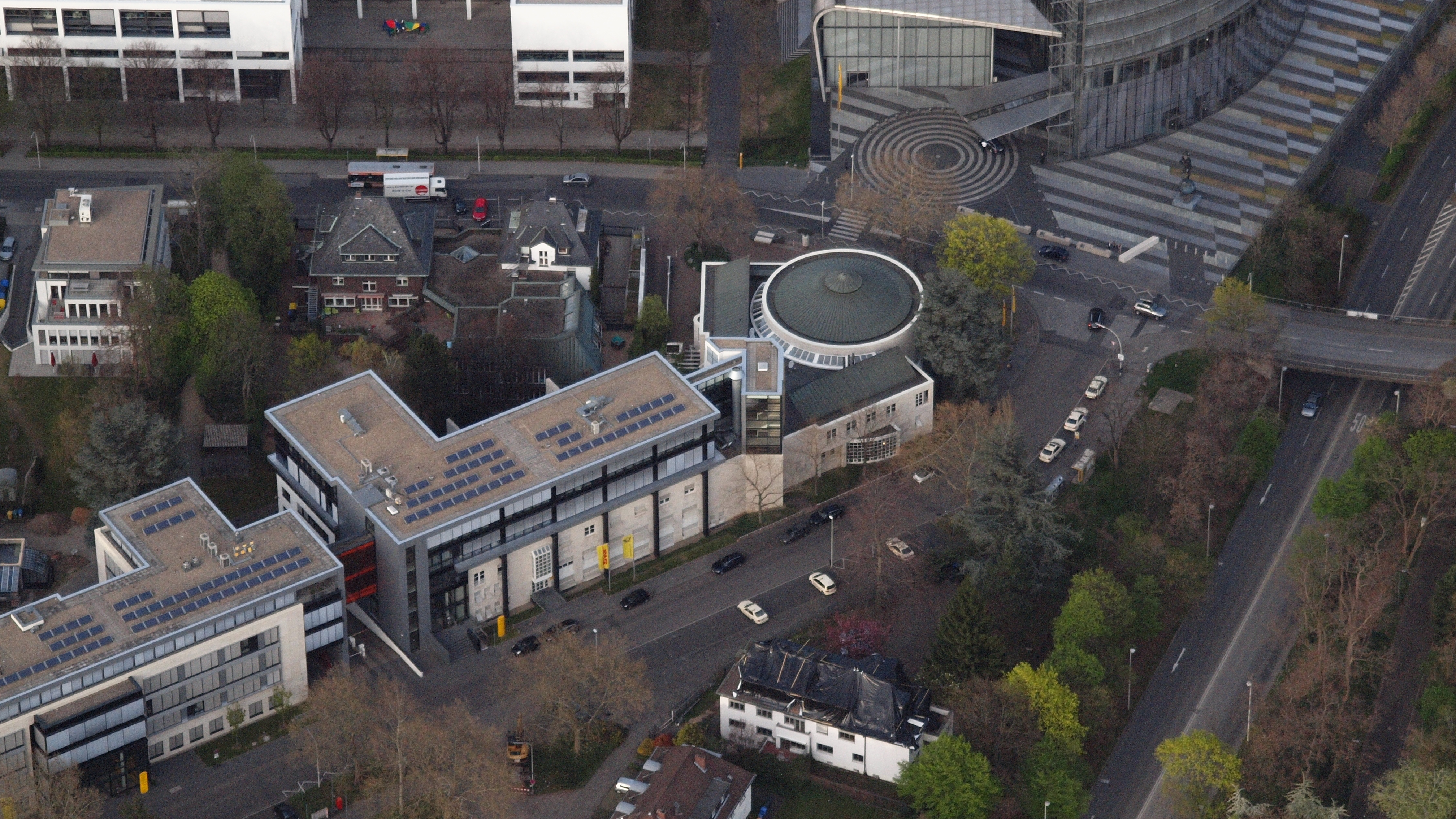
Ehemalige Landesvertretung Niedersachsen, Luftaufnahme (2014)

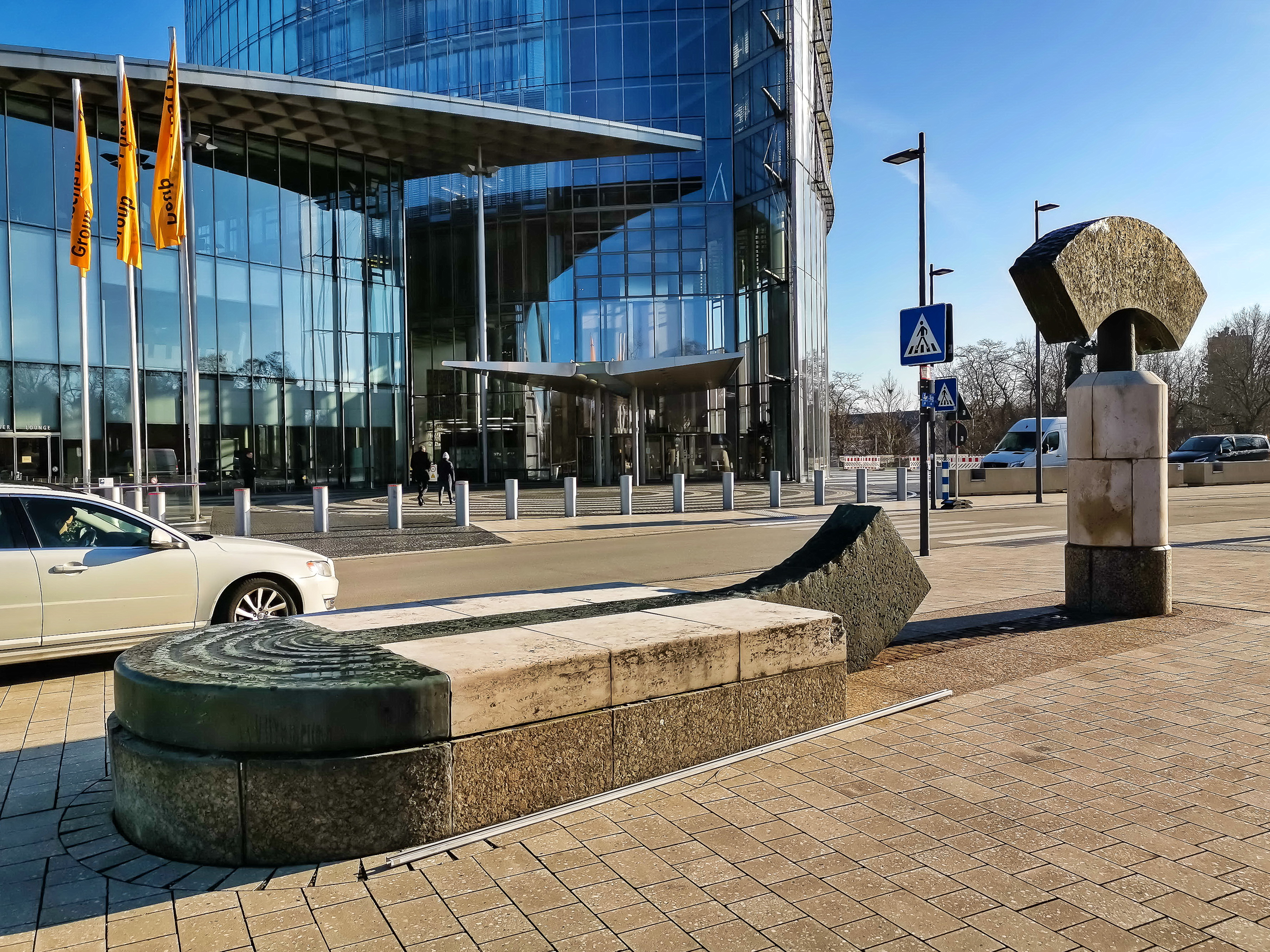
Skulptur als Symbol für Niedersachsen (2020)

Die Vertretung des Landes Niedersachsen beim Bund hatte von 1949/50 bis 2000 ihren Sitz im Bonner Parlaments- und Regierungsviertel. Das zuletzt genutzte Gebäude der Landesvertretung, errichtet 1989/90, lag im Ortsteil Gronau im Zentrum des Bundesviertels an der Kurt-Schumacher-Straße (Hausnummer 28) Ecke Fritz-Erler-Straße gegenüber dem Post Tower. 2020 wurde es größtenteils abgebrochen.
Die erste vom Land Niedersachsen in Bonn von Mitte 1950 bis Ende 1952 in der äußeren Form eines schlichten Wohnhauses errichtete Landesvertretung befand sich an der Ecke Dahlmannstraße/Welckerstraße (Dahlmannstraße 18), wenige hundert Meter nordwestlich der späteren Unterkunft. 1964 entstand dort an der Nordseite ein Erweiterungsbau mit Verbindungstrakt. 1986 richtete das Land einen offenen und landesweiten Architektenwettbewerb für einen Neubau der Landesvertretung an der Kurt-Schumacher-Straße – auf einem zuvor in Bundesbesitz befindlichen Grundstück – aus, als dessen Ergebnis das Architekturbüro Christa Sommerfeld-Lambart in Hannover als zweiter Preisträger mit der Durchführung beauftragt wurde. Im April 1989 fand die Grundsteinlegung für den Neubau statt, nach eineinhalbjähriger Bauzeit wurde er durch den damaligen niedersächsischen Ministerpräsidenten Gerhard Schröder im November 1990 eingeweiht; der bisherige Standort der Landesvertretung wurde anschließend von Sachsen-Anhalt übernommen. Das Gebäude enthielt einen markanten, elf Meter hohen und 300 m² großen Kuppelsaal (Rotunde), der für Veranstaltungen genutzt wurde. Es handelte sich um den letzten Komplettneubau einer Landesvertretung in Bonn.
Im Zuge der Verlegung des Parlaments- und Regierungssitzes (1999/2000) zog die niedersächsische Landesvertretung mit zuletzt 45 Mitarbeitern Ende 2000 nach Berlin um. Das Land vermietete die Immobilie ab November 2001 an die mit ihrer Konzernzentrale unmittelbar benachbarte Deutsche Post AG. Der Bonner Unternehmer Marc Asbeck erwarb sie Anfang 2006 für 5,1 Millionen Euro vom Land Niedersachsen. Bis April 2008 wurde die ehemalige Landesvertretung mit Ausnahme der Rotunde und des Eingangsbauteils durch eine zweigeschossige Aufstockung von einem viergeschossigen Bürogebäude überbaut, das mit ihr zum sogenannten Post Campus I gehört. Dort wurden rund 850 Mitarbeiter der Deutschen Post untergebracht. 2013 wurden Pläne des Eigentümers für eine mindestens sechsgeschossige Aufstockung des Gebäudes bekannt, über deren baurechtliche Zulässigkeit jedoch keine abschließende Entscheidung erwirkt wurde. Stattdessen wurde das Gebäude bis auf den bereits überbauten Teil (nun in schwarzer Farbe gehalten) ab Frühjahr 2020 abgebrochen; an seiner Stelle entsteht das Hochhaus GreenGate für die Deutsche Post AG.
Vor dem Gebäude stand eine im Mai 1991 eingeweihte zweiteilige Skulptur von Stefan Schwerdtfeger und Diether Heisig, die mittels einer unterbrochenen Sinuskurve (Bronze) auf einem Sockel (Jura-Travertin) die Landschaftsformen Niedersachsens darstellen sollte, das als einziges Land der Bundesrepublik über Tiefland, Gebirge und Meer verfügt.